# Liste der Naturdenkmale in Thallichtenberg
Die Liste der Naturdenkmale in Thallichtenberg nennt die im Gemeindegebiet von Thallichtenberg ausgewiesenen Naturdenkmale (Stand 27. April 2024).

## Ehemalige Naturdenkmale
| Nr.         | Bezeichnung | Lage                       | Beschreibung                             | Bild                                    |
| ----------- | ----------- | -------------------------- | ---------------------------------------- | --------------------------------------- |
| ND-7336-395 | Fichte      | Burgstraße, bei Nr. 8 Lage | Picea abies; Rechtsverordnung aufgehoben | Direkt Bild zu diesem Denkmal hochladen |